# Rem Koolhaas

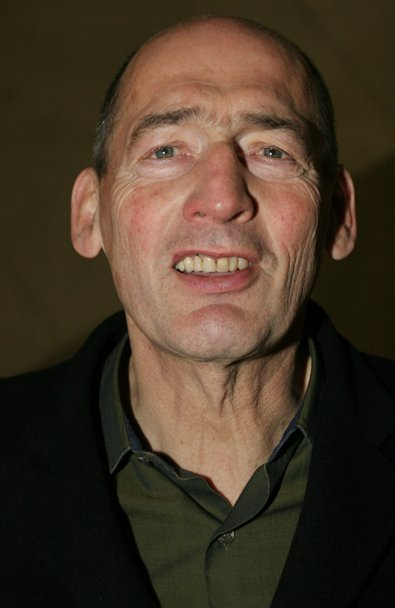
Rem Koolhaas 2005.

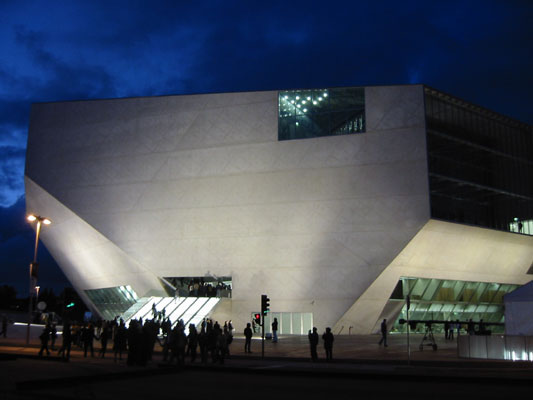
Casa da Música, Porto, Portugal.

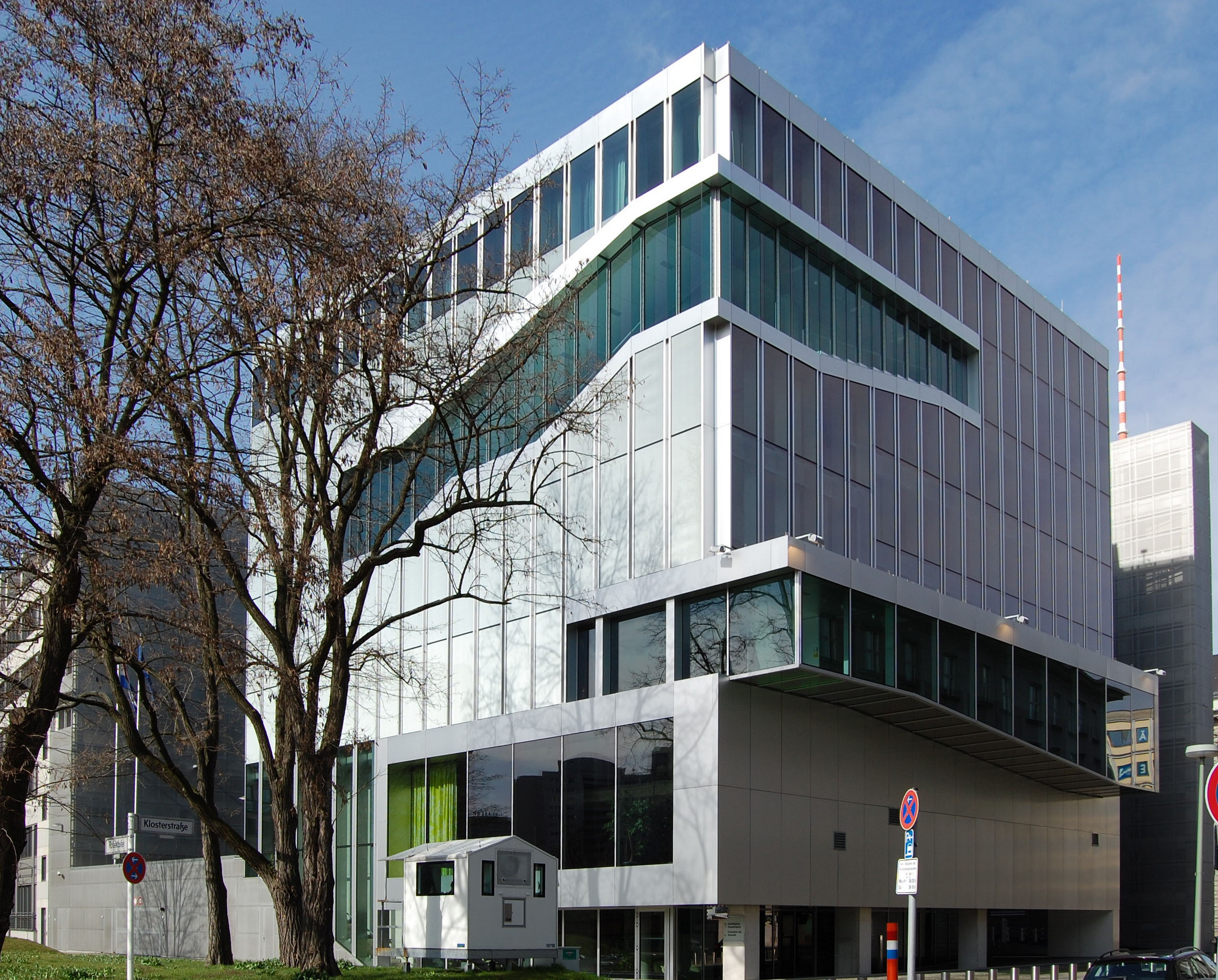
Nederländernas ambassad i Berlin.

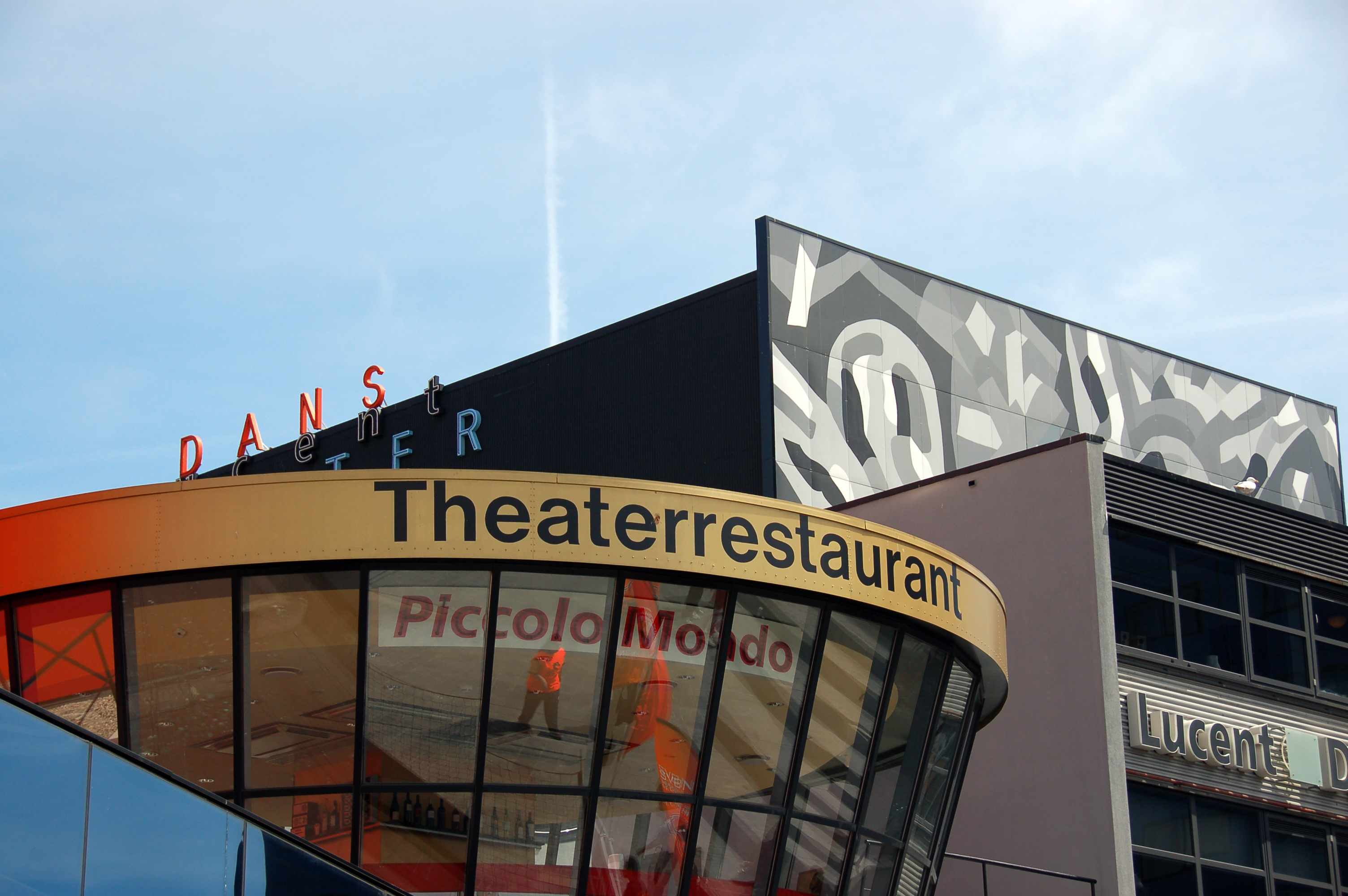
Nederlands Dans Theater, Haag.

Remment Lucas "Rem" Koolhaas, född 17 november 1944 i Rotterdam, är en nederländsk arkitekt och professor vid Harvard University Graduate School of Design.

## Biografi
Rem Koolhaas bodde i Indonesien 1952-56 och var därefter verksam som journalist och manusförfattare i Amsterdam. Han studerade arkitektur i London på Architectural Association School följt av en stipendieresa till New York 1972, där han bland annat skrev det retroaktiva manifestet Delirious New York. Han återvände till Europa och grundade 1975 Office for Metropolitan Architecture (OMA) tillsammans med Madelon Vriesendorp och Elia Zenghelis och Zoe Zenghelis. OMA har designat och byggt projekt över hela världen, som exempelvis Lille Grand Palais, Seattle Public Library och Casa da Musica i Porto. Han är också chef för AMO, som är OMA:s konceptuella avdelning som undersöker territorier i ett utvidgat fält, utanför arkitekturens gränser. 
Koolhaas vann redan på 1970-talet världsrykte som teoretiker och har kallats både modernist, strukturalist, postmodernist och dekonstruktivist. Med fokus inställt på sambandet mellan samtida kultur och arkitektur har Koolhaas lett många internationella stilbildande projekt, både teoretiska och fysiska, under tre decennier. Många av dessa projekt är frukten av samarbeten med studenter, ingenjörer, institutioner och kommersiella aktörer. 
Koolhaas är starkt förknippad med urbanism och är enligt egen utsago mer intresserad av staden än av arkitektur. I sina projekt strävar Koolhaas bort från det harmoniska och sammanhängande mot det dynamiska och motsägelsefulla. Koolhaas har väckt både stor entusiasm och stark kritik under hela sin karriär.

## Projekt i urval
- Casa da Musica, Porto, Portugal, 2005
- CCTV:s huvudkontor, Peking, Kina, 2004-2012
- Seattle Public Library, Seattle, Washington, USA, 2004
- Prada Rodeo Drive, Beverly Hills, Kalifornien, USA, 2004
- Nederländernas ambassad, Berlin, Tyskland, 2000-2002
- Prada Broadway, New York, USA, 2001
- IIT (tillbyggnad), Chicago, Illinois, USA, 1998
- Bostadshus, Bordeaux, Frankrike, 1998
- Hus utanför Bordeaux, Floirac[förtydliga], Frankrike, 1994-1998
- Miami Performing Arts Center, Miami, Florida, USA, 1994
- Tunnel (Het Souterrain), Haag, Nederländerna, 1994-2000
- Almere (stadsplaneringsprojekt), Almere, Nederländerna, 1994-1995
- KunstHal Rotterdam, Rotterdam, Nederländerna, 1993
- Educatorium, Universiteit Utrecht, Utrecht, Nederländerna, 1993-1997
- Museumspark Rotterdam, Rotterdam, Nederländerna, 1993
- Villa dall'Ava, Saint-Cloud, Frankrike, 1984-1991 48°51′21.12″N 2°13′05.64″Ö / 48.8558667°N 2.2182333°Ö
- Bostadshus intill Checkpoint Charlie, Berlin, Tyskland, 1989
- Busshållplats med videoskärm, Groningen, Nederländerna, 1989-1990
- Euralille (stadsplanering och kongresscenter), Lille, Frankrike, 1989-1995
- Internationellt affärscentrum, Lille, Frankrike, 1989
- Nederlands Dans Theater, Haag, Nederländerna, 1980-1987
- Hotel Furkablick, Valais VS, Schweiz, (?)

### Ej uppförda projekt i urval

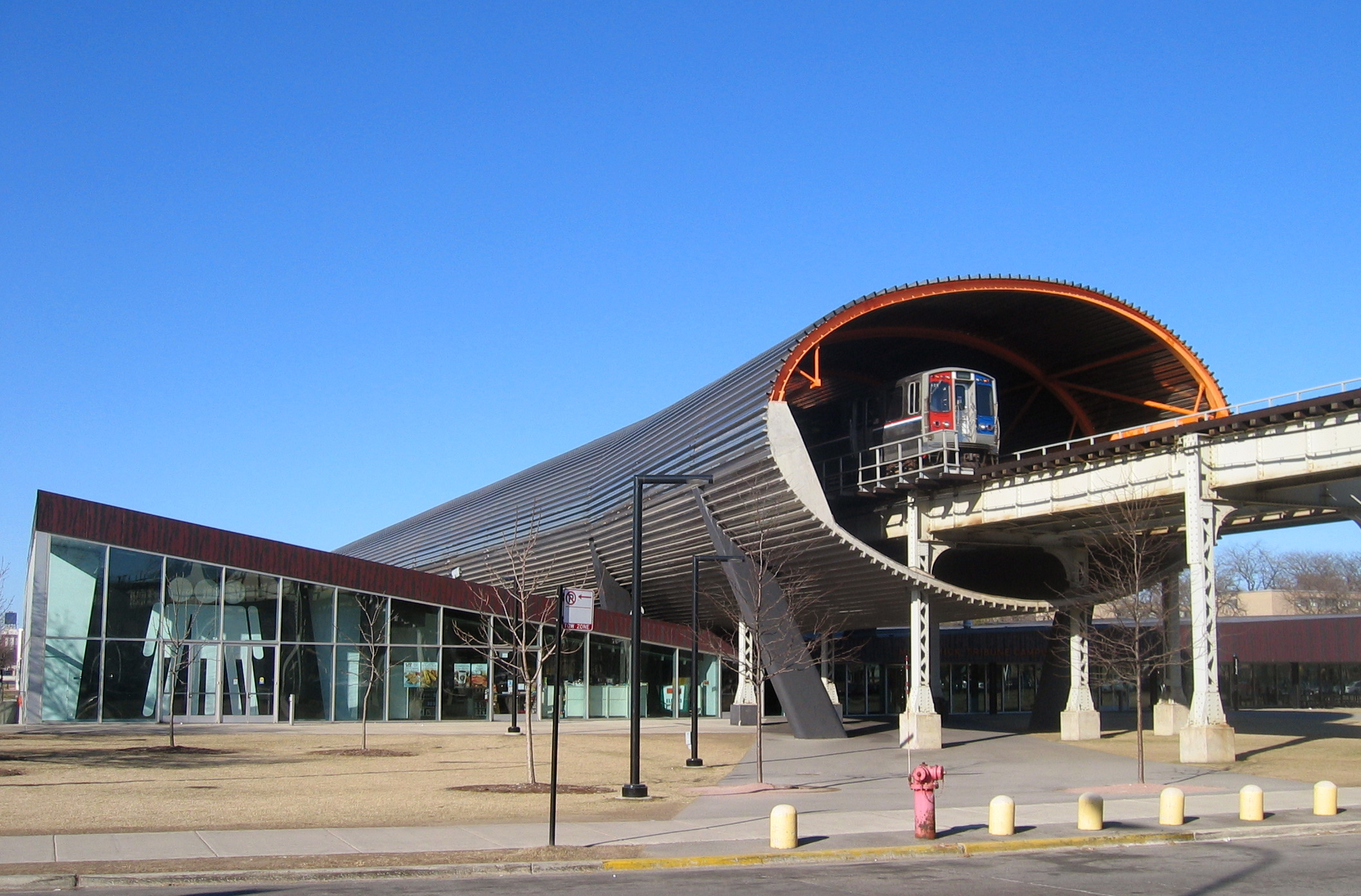
Ett tunnelbanetåg passerar genom McCormick Tribune Campus Center i Chicago.

- Prada Tower, San Francisco, Kalifornien, USA, 2002-2004
- Seoul International Airport, Seoul, Sydkorea, 1995
- Opera, Cardiff, Storbritannien, 1994
- Tate Gallery (tillbyggnad), London, Storbritannien, 1994-1995
- Hypo-Theatiner-Zentrum im Gablerhaus, München, Tyskland, 1994-1995
- Bibliotek, Paris, Frankrike, 1992-1995
- Yokohamas "ringled" (stadsplaneringsprojekt), Yokohama, Japan, 1992
- Kongresscentrum, Agadir, Marocko, 1990
- ZKM - konstmuseum, Karlsruhe, Tyskland, 1989
- Hamnterminal, Zeebrugge, Belgien, 1989
- Kontorshus, Frankfurt, Tyskland, 1989
- Tävlingsförslag till stadsplanering, Melun-Sénart, Frankrike, 1987
- Omgestaltning av Bijlmermeer (stadsplanering), Amsterdam, Nederländerna, 1986-1987
- Haarlemmermeer, Amsterdam, Nederländerna, 1986
- Stadshus, Haag, Nederländerna, 1986
- Morgan Bank, Amsterdam, Nederländerna, 1985
- Parkopplade villor i Innenhof, Rotterdam, Nederländerna, 1984-1988
- Världsutställning, 1989, Paris, Frankrike, 1983

## Böcker och publikationer i urval
- Content, 2004
- S,M,L,XL, skapad i samarbete med den grafiske designern Bruce Mau, 1995.
- Delirious New York, 1978

## Priser
- 2000 Pritzker Prize
- 2004 RIBA Gold Medal
- 2010 Guldlejonet för livsverket på Biennale di Venezia